# バレーボール2015/16VチャレンジリーグII
バレーボール 2015/16 VチャレンジリーグⅡ（バレーボール 2015/16 ブイチャレンジリーグ ツゥー）は、2015年11月14日から2016年2月28日にかけて行われたV・チャレンジリーグIIの大会である。日本バレーボールリーグ機構が2015年2月に、「これまでのVチャレンジリーグを2部構成にする」と発表したことに伴い、チャレンジリーグの下位リーグとして2015/16シーズンより開催された。男子はVC長野トライデンツが優勝し、女子はトヨタ自動車ヴァルキューレが初代女王となった。

## 概要

### 日程
- 男子:2015年11月21日 - 2016年2月28日
- 女子:2015年11月14日 - 2016年2月21日

### 試合方法
男子は3回戦総当たり、女子は4回戦総当たりのリーグ戦を行い、優勝チームを決定する。順位決定方法は昨年と同様で次の順に比較する。
1. 勝ち点（「3-2-1-0」方式による）
2. 勝率
3. セット率
4. 得点率

### 前年のチャレンジリーグからの変更点
- 出場チーム数が男子7チーム、女子5チームとなった。
- 準加盟チームも参加可能となった。
- 優勝チームはVチャレンジリーグIの最下位チームと入替戦を行う。ただし、IIの優勝チームが準加盟の場合は実施しない。
- 2015年FIVBルール改正に合わせて、ネットタッチの判定が厳しくなった。

### キャッチコピー
公募により、『Vの躍動 - つなげよう感動を！-』に決定した。

### イメージアーティスト
2015/16Vリーグイメージアーティストとして塩ノ谷早耶香が選任された。

## 男子

### 参加チーム
| 前回順位※ | チーム名                           | 備考         |
| --------- | ---------------------------------- | ------------ |
| 9         | きんでんトリニティーブリッツ       |              |
| 10        | 兵庫デルフィーノ                   |              |
| 11        | 近畿クラブスフィーダ               |              |
| 12        | 東京トヨペット・グリーンスパークル |              |
| -         | 奈良NBKドリーマーズ                | 準加盟チーム |
| -         | 千葉ゼルバ                         | 準加盟チーム |
| -         | VC長野トライデンツ                 | 準加盟チーム |

※前回順位は2014/15Vチャレンジリーグの順位。

### 1Leg
赤字はホームチーム。

#### 11月21日
| #701 | 2015年11月21日 11:00 |                                                |                                       |                                    |                                                         |
| #701 | 2015年11月21日 11:00 | きんでんトリニティーブリッツ （通算ポイント1） | 2 - 3 (25-21) (25-13) (21-25) (12-15) | VC長野トラデンツ （通算ポイント2） | JFE体育館 観客数: 120人 主審: 小笠原孝文 副審: 藤原信一 |
| #701 | 2015年11月21日 11:00 |                                                |                                       |                                    | JFE体育館 観客数: 120人 主審: 小笠原孝文 副審: 藤原信一 |

| #702 | 2015年11月21日 14:17 |                                        |                               |                                       |                                                     |
| #702 | 2015年11月21日 14:17 | 近畿クラブスフィーダ （通算ポイント3） | 3 - 1 (23-25) (25-23) (25-21) | 奈良NBKドリーマーズ （通算ポイント0） | JFE体育館 観客数: 120人 主審: 坪誠 副審: 小田川倫之 |
| #702 | 2015年11月21日 14:17 |                                        |                               |                                       | JFE体育館 観客数: 120人 主審: 坪誠 副審: 小田川倫之 |

| #703 | 2015年11月21日 16:50 |                                    |                               |                              |                                                       |
| #703 | 2015年11月21日 16:50 | 兵庫デルフィーノ （通算ポイント0） | 0 - 3 (19-25) (23-25) (21-25) | 千葉ゼルバ （通算ポイント3） | JFE体育館 観客数: 300人 主審: 慈眼雅啓 副審: 山内大右 |
| #703 | 2015年11月21日 16:50 |                                    |                               |                              | JFE体育館 観客数: 300人 主審: 慈眼雅啓 副審: 山内大右 |

#### 11月22日
| #704 | 2015年11月22日 11:00 |                                    |               |                                    |                                                     |
| #704 | 2015年11月22日 11:00 | VC長野トラデンツ （通算ポイント5） | 3 - 0 (25-19) | 兵庫デルフィーノ （通算ポイント0） | JFE体育館 観客数: 120人 主審: 赤鳥健太郎 副審: 坪誠 |
| #704 | 2015年11月22日 11:00 |                                    |               |                                    | JFE体育館 観客数: 120人 主審: 赤鳥健太郎 副審: 坪誠 |

| #705 | 2015年11月22日 13:00 |                                        |                                       |                                                      |                                                      |
| #705 | 2015年11月22日 13:00 | 近畿クラブスフィーダ （通算ポイント3） | 1 - 3 (21-25) (25-22) (21-25) (24-26) | 東京トヨペット・グリーンスパークル （通算ポイント3） | JFE体育館 観客数: 人 主審: 伊藤崇裕 副審: 小田川倫之 |
| #705 | 2015年11月22日 13:00 |                                        |                                       |                                                      | JFE体育館 観客数: 人 主審: 伊藤崇裕 副審: 小田川倫之 |

| #706 | 2015年11月22日 15:20 |                                                |                               |                              |                                                         |
| #706 | 2015年11月22日 15:20 | きんでんトリニティーブリッツ （通算ポイント4） | 3 - 0 (25-15) (25-21) (25-18) | 千葉ゼルバ （通算ポイント3） | JFE体育館 観客数: 250人 主審: 慈眼雅啓 副審: 小笠原孝文 |
| #706 | 2015年11月22日 15:20 |                                                |                               |                              | JFE体育館 観客数: 250人 主審: 慈眼雅啓 副審: 小笠原孝文 |

#### 11月28日
この日の試合は男子チャレンジリーグIと同会場で開催された。
| #707 | 2015年11月28日 13:00 |                                                |                                               |                                       |                                                                                            |
| #707 | 2015年11月28日 13:00 | きんでんトリニティーブリッツ （通算ポイント6） | 3 - 2 (22-25) (25-23) (25-17) (22-25) (21-19) | 奈良NBKドリーマーズ （通算ポイント1） | 神戸総合運動公園体育館（グリーンアリーナ神戸） 観客数: 300人 主審: 高濱祐介 副審: 竹見聖司 |
| #707 | 2015年11月28日 13:00 |                                                |                                               |                                       | 神戸総合運動公園体育館（グリーンアリーナ神戸） 観客数: 300人 主審: 高濱祐介 副審: 竹見聖司 |

| #708 | 2015年11月28日 16:05 |                                                      |                               |                                    |                                                                                              |
| #708 | 2015年11月28日 16:05 | 東京トヨペット・グリーンスパークル （通算ポイント3） | 0 - 3 (20-25) (12-25) (18-25) | 兵庫デルフィーノ （通算ポイント3） | 神戸総合運動公園体育館（グリーンアリーナ神戸） 観客数: 350人 主審: 橋本賀津郎 副審: 長堂篤史 |
| #708 | 2015年11月28日 16:05 |                                                      |                               |                                    | 神戸総合運動公園体育館（グリーンアリーナ神戸） 観客数: 350人 主審: 橋本賀津郎 副審: 長堂篤史 |

#### 11月29日
この日の試合は男子チャレンジリーグIと同会場で開催された。
| #709 | 2015年11月29日 12:00 |                              |                                       |                                        |                                                                                            |
| #709 | 2015年11月29日 12:00 | 千葉ゼルバ （通算ポイント3） | 1 - 3 (25-22) (21-25) (25-16) (25-11) | 近畿クラブスフィーダ （通算ポイント6） | 神戸総合運動公園体育館（グリーンアリーナ神戸） 観客数: 250人 主審: 高濱祐介 副審: 長堂篤史 |
| #709 | 2015年11月29日 12:00 |                              |                                       |                                        | 神戸総合運動公園体育館（グリーンアリーナ神戸） 観客数: 250人 主審: 高濱祐介 副審: 長堂篤史 |

| #710 | 2015年11月29日 14:20 |                                       |                               |                                    |                                                                                              |
| #710 | 2015年11月29日 14:20 | 奈良NBKドリーマーズ （通算ポイント1） | 0 - 3 (21-25) (22-25) (25-27) | 兵庫デルフィーノ （通算ポイント6） | 神戸総合運動公園体育館（グリーンアリーナ神戸） 観客数: 400人 主審: 橋本賀津郎 副審: 竹見聖司 |
| #710 | 2015年11月29日 14:20 |                                       |                               |                                    | 神戸総合運動公園体育館（グリーンアリーナ神戸） 観客数: 400人 主審: 橋本賀津郎 副審: 竹見聖司 |

#### 12月5日
| #711 | 2015年12月5日 13:00 |                                                |                               |                                                      |                                                            |
| #711 | 2015年12月5日 13:00 | きんでんトリニティーブリッツ （通算ポイント9） | 3 - 0 (25-22) (25-15) (25-19) | 東京トヨペット・グリーンスパークル （通算ポイント3） | 高森町民体育館 観客数: 580人 主審: 木下智宏 副審: 待井広光 |
| #711 | 2015年12月5日 13:00 |                                                |                               |                                                      | 高森町民体育館 観客数: 580人 主審: 木下智宏 副審: 待井広光 |

| #712 | 2015年12月5日 15:00 |                                        |                               |                                      |                                                          |
| #712 | 2015年12月5日 15:00 | 近畿クラブスフィーダ （通算ポイント6） | 0 - 3 (15-25) (19-25) (15-25) | VC長野トライデンツ （通算ポイント8） | 高森町民体育館 観客数: 710人 主審: 大下孝 副審: 北原良太 |
| #712 | 2015年12月5日 15:00 |                                        |                               |                                      | 高森町民体育館 観客数: 710人 主審: 大下孝 副審: 北原良太 |

#### 12月6日
| #713 | 2015年12月6日 11:00 |                                    |                               |                                        |                                                            |
| #713 | 2015年12月6日 11:00 | 兵庫デルフィーノ （通算ポイント9） | 3 - 0 (25-22) (25-17) (33-31) | 近畿クラブスフィーダ （通算ポイント6） | 高森町民体育館 観客数: 390人 主審: 北原良太 副審: 小森美明 |
| #713 | 2015年12月6日 11:00 |                                    |                               |                                        | 高森町民体育館 観客数: 390人 主審: 北原良太 副審: 小森美明 |

| #714 | 2015年12月6日 13:00 |                                                      |                               |                                       |                                                          |
| #714 | 2015年12月6日 13:00 | 東京トヨペット・グリーンスパークル （通算ポイント3） | 0 - 3 (22-25) (21-25) (16-25) | 奈良NBKドリーマーズ （通算ポイント4） | 高森町民体育館 観客数: 560人 主審: 木下智宏 副審: 林康彦 |
| #714 | 2015年12月6日 13:00 |                                                      |                               |                                       | 高森町民体育館 観客数: 560人 主審: 木下智宏 副審: 林康彦 |

| #715 | 2015年12月6日 15:10 |                              |                               |                                       |                                                          |
| #715 | 2015年12月6日 15:10 | 千葉ゼルバ （通算ポイント3） | 0 - 3 (19-25) (20-25) (14-25) | VC長野トライデンツ （通算ポイント11） | 高森町民体育館 観客数: 910人 主審: 大下孝 副審: 待井広光 |
| #715 | 2015年12月6日 15:10 |                              |                               |                                       | 高森町民体育館 観客数: 910人 主審: 大下孝 副審: 待井広光 |

#### 12月12日
| #716 | 2015年12月12日 11:02 |                                                      |                               |                                       |                                                                    |
| #716 | 2015年12月12日 11:02 | 東京トヨペット・グリーンスパークル （通算ポイント3） | 0 - 3 (17-25) (15-25) (14-25) | VC長野トライデンツ （通算ポイント14） | 桜井市芝運動公園総合体育館 観客数: 200人 主審: 中口岳 副審: 中山健 |
| #716 | 2015年12月12日 11:02 |                                                      |                               |                                       | 桜井市芝運動公園総合体育館 観客数: 200人 主審: 中口岳 副審: 中山健 |

| #717 | 2015年12月12日 13:00 |                              |                                       |                                       |                                                                          |
| #717 | 2015年12月12日 13:00 | 千葉ゼルバ （通算ポイント6） | 3 - 1 (25-23) (25-17) (18-25) (25-14) | 奈良NBKドリーマーズ （通算ポイント4） | 桜井市芝運動公園総合体育館 観客数: 270人 主審: 上土谷政高 副審: 宮田裕記 |
| #717 | 2015年12月12日 13:00 |                              |                                       |                                       | 桜井市芝運動公園総合体育館 観客数: 270人 主審: 上土谷政高 副審: 宮田裕記 |

| #718 | 2015年12月12日 15:30 |                                                 |                               |                                        |                                                                        |
| #718 | 2015年12月12日 15:30 | きんでんトリニティーブリッツ （通算ポイント12） | 3 - 0 (25-22) (25-20) (25-19) | 近畿クラブスフィーダ （通算ポイント6） | 桜井市芝運動公園総合体育館 観客数: 310人 主審: 岡田崇 副審: 佐々木伸子 |
| #718 | 2015年12月12日 15:30 |                                                 |                               |                                        | 桜井市芝運動公園総合体育館 観客数: 310人 主審: 岡田崇 副審: 佐々木伸子 |

#### 12月13日
| #719 | 2015年12月13日 11:00 |                                                      |                                       |                              |                                                                          |
| #719 | 2015年12月13日 11:00 | 東京トヨペット・グリーンスパークル （通算ポイント3） | 1 - 3 (17-25) (21-25) (25-19) (27-29) | 千葉ゼルバ （通算ポイント9） | 桜井市芝運動公園総合体育館 観客数: 160人 主審: 中西敬雄 副審: 佐々木伸子 |
| #719 | 2015年12月13日 11:00 |                                                      |                                       |                              | 桜井市芝運動公園総合体育館 観客数: 160人 主審: 中西敬雄 副審: 佐々木伸子 |

| #720 | 2015年12月13日 13:25 |                                       |                               |                                       |                                                                        |
| #720 | 2015年12月13日 13:25 | VC長野トライデンツ （通算ポイント17） | 3 - 0 (25-16) (25-23) (25-17) | 奈良NBKドリーマーズ （通算ポイント4） | 桜井市芝運動公園総合体育館 観客数: 360人 主審: 上土谷政高 副審: 岡田崇 |
| #720 | 2015年12月13日 13:25 |                                       |                               |                                       | 桜井市芝運動公園総合体育館 観客数: 360人 主審: 上土谷政高 副審: 岡田崇 |

| #721 | 2015年12月13日 15:30 |                                                 |                               |                                    |                                                                    |
| #721 | 2015年12月13日 15:30 | きんでんトリニティーブリッツ （通算ポイント15） | 3 - 0 (25-22) (25-21) (25-18) | 兵庫デルフィーノ （通算ポイント9） | 桜井市芝運動公園総合体育館 観客数: 390人 主審: 中口岳 副審: 中山健 |
| #721 | 2015年12月13日 15:30 |                                                 |                               |                                    | 桜井市芝運動公園総合体育館 観客数: 390人 主審: 中口岳 副審: 中山健 |

### 2Leg

#### 1月10日
| #722 | 2016年1月10日 11:00 |                                                 |                       |                                                      |                                                              |
| #722 | 2016年1月10日 11:00 | きんでんトリニティーブリッツ （通算ポイント18） | 3 - 0 (25-19) (25-16) | 東京トヨペット・グリーンスパークル （通算ポイント3） | 近畿大学記念会館 観客数: 400人 主審: 佐伯昌昭 副審: 岩井好恵 |
| #722 | 2016年1月10日 11:00 |                                                 |                       |                                                      | 近畿大学記念会館 観客数: 400人 主審: 佐伯昌昭 副審: 岩井好恵 |

| #723 | 2016年1月10日 13:00 |                                     |                               |                                       |                                                            |
| #723 | 2016年1月10日 13:00 | 兵庫デルフィーノ （通算ポイント12） | 3 - 0 (25-14) (25-16) (25-15) | 奈良NBKドリーマーズ （通算ポイント4） | 近畿大学記念会館 観客数: 450人 主審: 吉岡奈々 副審: 沢田元 |
| #723 | 2016年1月10日 13:00 |                                     |                               |                                       | 近畿大学記念会館 観客数: 450人 主審: 吉岡奈々 副審: 沢田元 |

| #724 | 2016年1月10日 15:00 |                                        |                               |                              |                                                                |
| #724 | 2016年1月10日 15:00 | 近畿クラブスフィーダ （通算ポイント9） | 3 - 0 (25-17) (25-20) (25-22) | 千葉ゼルバ （通算ポイント9） | 近畿大学記念会館 観客数: 250人 主審: 橋本賀津郎 副審: 佐伯昌昭 |
| #724 | 2016年1月10日 15:00 |                                        |                               |                              | 近畿大学記念会館 観客数: 250人 主審: 橋本賀津郎 副審: 佐伯昌昭 |

#### 1月11日
| #725 | 2016年1月11日 11:00 |                                                      |                              |                                       |                                                              |
| #725 | 2016年1月11日 11:00 | 東京トヨペット・グリーンスパークル （通算ポイント3） | 0 - 3 (18-25) (13-25) (9-25) | VC長野トライデンツ （通算ポイント20） | 近畿大学記念会館 観客数: 250人 主審: 佐伯昌昭 副審: 岩井好恵 |
| #725 | 2016年1月11日 11:00 |                                                      |                              |                                       | 近畿大学記念会館 観客数: 250人 主審: 佐伯昌昭 副審: 岩井好恵 |

| #726 | 2016年1月11日 13:00 |                               |                               |                                       |                                                              |
| #726 | 2016年1月11日 13:00 | 千葉ゼルバ （通算ポイント12） | 3 - 0 (25-22) (25-20) (25-18) | 奈良NBKドリーマーズ （通算ポイント4） | 近畿大学記念会館 観客数: 250人 主審: 濵田英典 副審: 吉岡奈々 |
| #726 | 2016年1月11日 13:00 |                               |                               |                                       | 近畿大学記念会館 観客数: 250人 主審: 濵田英典 副審: 吉岡奈々 |

| #727 | 2016年1月11日 15:05 |                                        |                               |                                                 |                                                                |
| #727 | 2016年1月11日 15:05 | 近畿クラブスフィーダ （通算ポイント9） | 0 - 3 (23-25) (18-25) (23-25) | きんでんトリニティーブリッツ （通算ポイント21） | 近畿大学記念会館 観客数: 250人 主審: 橋本賀津郎 副審: 佐伯昌昭 |
| #727 | 2016年1月11日 15:05 |                                        |                               |                                                 | 近畿大学記念会館 観客数: 250人 主審: 橋本賀津郎 副審: 佐伯昌昭 |

#### 1月16日
| #728 | 2016年1月16日 11:00 |                                                 |                                       |                                       |                                                                         |
| #728 | 2016年1月16日 11:00 | きんでんトリニティーブリッツ （通算ポイント21） | 1 - 3 (23-25) (19-25) (25-19) (25-27) | VC長野トライデンツ （通算ポイント23） | HOS生駒北スポーツセンター 観客数: 150人 主審: 佐々木伸子 副審: 上村英紀 |
| #728 | 2016年1月16日 11:00 |                                                 |                                       |                                       | HOS生駒北スポーツセンター 観客数: 150人 主審: 佐々木伸子 副審: 上村英紀 |

| #729 | 2016年1月16日 13:35 |                                     |                               |                               |                                                                     |
| #729 | 2016年1月16日 13:35 | 兵庫デルフィーノ （通算ポイント15） | 3 - 0 (25-18) (25-21) (25-19) | 千葉ゼルバ （通算ポイント12） | HOS生駒北スポーツセンター 観客数: 200人 主審: 中西敬雄 副審: 中山健 |
| #729 | 2016年1月16日 13:35 |                                     |                               |                               | HOS生駒北スポーツセンター 観客数: 200人 主審: 中西敬雄 副審: 中山健 |

| #730 | 2016年1月16日 15:35 |                                         |                                              |                                       |                                                                     |
| #730 | 2016年1月16日 15:35 | 近畿クラブスフィーダ （通算ポイント11） | 3 - 2 (21-25) (19-25) (25-22) (25-23) (15-6) | 奈良NBKドリーマーズ （通算ポイント5） | HOS生駒北スポーツセンター 観客数: 200人 主審: 浅見靖人 副審: 岡田崇 |
| #730 | 2016年1月16日 15:35 |                                         |                                              |                                       | HOS生駒北スポーツセンター 観客数: 200人 主審: 浅見靖人 副審: 岡田崇 |

#### 1月17日
| #731 | 2016年1月17日 11:00 |                                                      |                                       |                                     |                                                                         |
| #731 | 2016年1月17日 11:00 | 東京トヨペット・グリーンスパークル （通算ポイント3） | 1 - 3 (25-23) (15-25) (19-25) (13-25) | 兵庫デルフィーノ （通算ポイント18） | HOS生駒北スポーツセンター 観客数: 100人 主審: 上村英紀 副審: 佐々木伸子 |
| #731 | 2016年1月17日 11:00 |                                                      |                                       |                                     | HOS生駒北スポーツセンター 観客数: 100人 主審: 上村英紀 副審: 佐々木伸子 |

| #732 | 2016年1月17日 13:20 |                                         |                                               |                                       |                                                                   |
| #732 | 2016年1月17日 13:20 | 近畿クラブスフィーダ （通算ポイント12） | 2 - 3 (15-25) (18-25) (25-20) (25-21) (12-15) | VC長野トライデンツ （通算ポイント25） | HOS生駒北スポーツセンター 観客数: 150人 主審: 中山健 副審: 岡田崇 |
| #732 | 2016年1月17日 13:20 |                                         |                                               |                                       | HOS生駒北スポーツセンター 観客数: 150人 主審: 中山健 副審: 岡田崇 |

| #733 | 2016年1月17日 16:00 |                                                 |                               |                                       |                                                                     |
| #733 | 2016年1月17日 16:00 | きんでんトリニティーブリッツ （通算ポイント24） | 3 - 0 (25-15) (25-14) (35-33) | 奈良NBKドリーマーズ （通算ポイント5） | HOS生駒北スポーツセンター 観客数: 220人 主審: 浅見靖人 副審: 中口岳 |
| #733 | 2016年1月17日 16:00 |                                                 |                               |                                       | HOS生駒北スポーツセンター 観客数: 220人 主審: 浅見靖人 副審: 中口岳 |

#### 1月23日
この日の試合は男子・チャレンジリーグI、女子・チャレンジリーグIIと同一会場で開催された。
| #734 | 2016年1月23日 11:00 |                                       |                               |                                       |                                                                          |
| #734 | 2016年1月23日 11:00 | VC長野トライデンツ （通算ポイント28） | 3 - 0 (25-17) (25-16) (25-12) | 奈良NBKドリーマーズ （通算ポイント5） | 日野市市民の森ふれあいホール 観客数: 265人 主審: 矢野祥行 副審: 虎澤吉剛 |
| #734 | 2016年1月23日 11:00 |                                       |                               |                                       | 日野市市民の森ふれあいホール 観客数: 265人 主審: 矢野祥行 副審: 虎澤吉剛 |

| #735 | 2016年1月23日 13:00 |                                         |                               |                                                      |                                                                        |
| #735 | 2016年1月23日 13:00 | 近畿クラブスフィーダ （通算ポイント15） | 3 - 0 (25-21) (25-15) (26-24) | 東京トヨペット・グリーンスパークル （通算ポイント3） | 日野市市民の森ふれあいホール 観客数: 450人 主審: 赤川孝義 副審: 平泉淳 |
| #735 | 2016年1月23日 13:00 |                                         |                               |                                                      | 日野市市民の森ふれあいホール 観客数: 450人 主審: 赤川孝義 副審: 平泉淳 |

#### 1月24日
この日の試合は男子・チャレンジリーグI、女子・チャレンジリーグIIと同一会場で開催された。
| #737 | 2016年1月24日 13:05 |                               |                                               |                                                      |                                                                          |
| #737 | 2016年1月24日 13:05 | 千葉ゼルバ （通算ポイント14） | 3 - 2 (23-25) (25-16) (28-26) (19-25) (15-11) | 東京トヨペット・グリーンスパークル （通算ポイント4） | 日野市市民の森ふれあいホール 観客数: 410人 主審: 中島俊昌 副審: 勝又禎蔵 |
| #737 | 2016年1月24日 13:05 |                               |                                               |                                                      | 日野市市民の森ふれあいホール 観客数: 410人 主審: 中島俊昌 副審: 勝又禎蔵 |

| #736 | 2016年1月24日 11:00 |                                     |                               |                                                 |                                                                        |
| #736 | 2016年1月24日 11:00 | 兵庫デルフィーノ （通算ポイント18） | 0 - 3 (17-25) (16-25) (21-25) | きんでんトリニティーブリッツ （通算ポイント27） | 日野市市民の森ふれあいホール 観客数: 315人 主審: 中村中 副審: 矢野祥行 |
| #736 | 2016年1月24日 11:00 |                                     |                               |                                                 | 日野市市民の森ふれあいホール 観客数: 315人 主審: 中村中 副審: 矢野祥行 |

#### 1月30日
| #738 | 2016年1月30日 13:05 |                                       |                                       |                                     |                                                           |
| #738 | 2016年1月30日 13:05 | VC長野トライデンツ （通算ポイント31） | 3 - 1 (25-20) (25-12) (19-25) (25-10) | 兵庫デルフィーノ （通算ポイント18） | JFE体育館 観客数: 180人 主審: 小笠原孝文 副審: 小田川倫之 |
| #738 | 2016年1月30日 13:05 |                                       |                                       |                                     | JFE体育館 観客数: 180人 主審: 小笠原孝文 副審: 小田川倫之 |

| #739 | 2016年1月30日 15:23 |                               |                                       |                                                 |                                                       |
| #739 | 2016年1月30日 15:23 | 千葉ゼルバ （通算ポイント30） | 1 - 3 (25-23) (23-25) (25-18) (25-20) | きんでんトリニティーブリッツ （通算ポイント14） | JFE体育館 観客数: 300人 主審: 中西幸治 副審: 河合正男 |
| #739 | 2016年1月30日 15:23 |                               |                                       |                                                 | JFE体育館 観客数: 300人 主審: 中西幸治 副審: 河合正男 |

#### 1月31日
| #740 | 2016年1月31日 11:00 |                                         |                               |                                     |                                                         |
| #740 | 2016年1月31日 11:00 | 近畿クラブスフィーダ （通算ポイント15） | 0 - 3 (19-25) (23-25) (14-25) | 兵庫デルフィーノ （通算ポイント21） | JFE体育館 観客数: 100人 主審: 小笠原孝文 副審: 藤原信一 |
| #740 | 2016年1月31日 11:00 |                                         |                               |                                     | JFE体育館 観客数: 100人 主審: 小笠原孝文 副審: 藤原信一 |

| #741 | 2016年1月31日 13:00 |                                                      |                                               |                                       |                                                         |
| #741 | 2016年1月31日 13:00 | 東京トヨペット・グリーンスパークル （通算ポイント5） | 2 - 3 (15-25) (25-16) (24-26) (25-18) (13-15) | 奈良NBKドリーマーズ （通算ポイント7） | JFE体育館 観客数: 150人 主審: 河井正男 副審: 小田川倫之 |
| #741 | 2016年1月31日 13:00 |                                                      |                                               |                                       | JFE体育館 観客数: 150人 主審: 河井正男 副審: 小田川倫之 |

| #742 | 2016年1月31日 15:55 |                               |               |                                       |                                                         |
| #742 | 2016年1月31日 15:55 | 千葉ゼルバ （通算ポイント14） | 0 - 3 (17-25) | VC長野トライデンツ （通算ポイント34） | JFE体育館 観客数: 450人 主審: 中西幸治 副審: 井野口智洋 |
| #742 | 2016年1月31日 15:55 |                               |               |                                       | JFE体育館 観客数: 450人 主審: 中西幸治 副審: 井野口智洋 |

### 3Leg

#### 2月6日
この日の試合は男子チャレンジリーグIと同一会場で開催された。
| #743 | 2016年2月6日 13:00 |                                                      |                               |                                         |                                                                |
| #743 | 2016年2月6日 13:00 | 東京トヨペット・グリーンスパークル （通算ポイント5） | 0 - 3 (17-25) (22-25) (17-25) | 近畿クラブスフィーダ （通算ポイント18） | ベイコム総合体育館 観客数: 400人 主審: 髙濵祐介 副審: 江口忠臣 |
| #743 | 2016年2月6日 13:00 |                                                      |                               |                                         | ベイコム総合体育館 観客数: 400人 主審: 髙濵祐介 副審: 江口忠臣 |

| #744 | 2016年2月6日 15:00 |                                     |                               |                                       |                                                                  |
| #744 | 2016年2月6日 15:00 | 兵庫デルフィーノ （通算ポイント21） | 0 - 3 (13-25) (14-25) (17-25) | VC長野トライデンツ （通算ポイント37） | ベイコム総合体育館 観客数: 550人 主審: 橋本賀津郎 副審: 竹見聖司 |
| #744 | 2016年2月6日 15:00 |                                     |                               |                                       | ベイコム総合体育館 観客数: 550人 主審: 橋本賀津郎 副審: 竹見聖司 |

#### 2月7日
この日の試合は男子チャレンジリーグIと同一会場で開催された。
| #745 | 2016年2月7日 12:00 |                                                 |                                       |                               |                                                                |
| #745 | 2016年2月7日 12:00 | きんでんトリニティーブリッツ （通算ポイント33） | 3 - 1 (25-16) (29-31) (25-20) (25-22) | 千葉ゼルバ （通算ポイント14） | ベイコム総合体育館 観客数: 600人 主審: 髙濵祐介 副審: 竹見聖司 |
| #745 | 2016年2月7日 12:00 |                                                 |                                       |                               | ベイコム総合体育館 観客数: 600人 主審: 髙濵祐介 副審: 竹見聖司 |

| #746 | 2016年2月7日 14:20 |                                     |                                       |                                         |                                                                  |
| #746 | 2016年2月7日 14:20 | 兵庫デルフィーノ （通算ポイント21） | 1 - 3 (20-25) (25-23) (19-25) (20-25) | 近畿クラブスフィーダ （通算ポイント21） | ベイコム総合体育館 観客数: 700人 主審: 橋本賀津郎 副審: 江口忠臣 |
| #746 | 2016年2月7日 14:20 |                                     |                                       |                                         | ベイコム総合体育館 観客数: 700人 主審: 橋本賀津郎 副審: 江口忠臣 |

#### 2月13日
| #747 | 2016年2月13日 11:00 |                                                 |                                       |                                       |                                                                   |
| #747 | 2016年2月13日 11:00 | きんでんトリニティーブリッツ （通算ポイント36） | 3 - 1 (26-24) (17-25) (25-23) (25-21) | VC長野トライデンツ （通算ポイント37） | HOS生駒北スポーツセンター 観客数: 150人 主審: 岡田崇 副審: 中山健 |
| #747 | 2016年2月13日 11:00 |                                                 |                                       |                                       | HOS生駒北スポーツセンター 観客数: 150人 主審: 岡田崇 副審: 中山健 |

| #748 | 2016年2月13日 13:30 |                                     |                               |                               |                                                                         |
| #748 | 2016年2月13日 13:30 | 兵庫デルフィーノ （通算ポイント21） | 0 - 3 (24-26) (17-25) (20-25) | 千葉ゼルバ （通算ポイント17） | HOS生駒北スポーツセンター 観客数: 150人 主審: 佐々木伸子 副審: 上村英紀 |
| #748 | 2016年2月13日 13:30 |                                     |                               |                               | HOS生駒北スポーツセンター 観客数: 150人 主審: 佐々木伸子 副審: 上村英紀 |

| #749 | 2016年2月13日 15:30 |                                         |                                       |                                       |                                                                       |
| #749 | 2016年2月13日 15:30 | 近畿クラブスフィーダ （通算ポイント24） | 3 - 1 (26-28) (25-21) (25-17) (25-13) | 奈良NBKドリーマーズ （通算ポイント7） | HOS生駒北スポーツセンター 観客数: 200人 主審: 柘植知則 副審: 中西敬雄 |
| #749 | 2016年2月13日 15:30 |                                         |                                       |                                       | HOS生駒北スポーツセンター 観客数: 200人 主審: 柘植知則 副審: 中西敬雄 |

#### 2月14日
| #750 | 2016年2月14日 11:00 |                                                 |                               |                                                      |                                                                       |
| #750 | 2016年2月14日 11:00 | きんでんトリニティーブリッツ （通算ポイント39） | 3 - 0 (25-14) (25-17) (25-19) | 東京トヨペット・グリーンスパークル （通算ポイント5） | HOS生駒北スポーツセンター 観客数: 150人 主審: 中口岳 副審: 佐々木伸子 |
| #750 | 2016年2月14日 11:00 |                                                 |                               |                                                      | HOS生駒北スポーツセンター 観客数: 150人 主審: 中口岳 副審: 佐々木伸子 |

| #751 | 2016年2月14日 13:00 |                                         |                                               |                               |                                                                     |
| #751 | 2016年2月14日 13:00 | 近畿クラブスフィーダ （通算ポイント26） | 3 - 2 (25-23) (20-25) (21-25) (25-15) (16-14) | 千葉ゼルバ （通算ポイント18） | HOS生駒北スポーツセンター 観客数: 150人 主審: 中山健 副審: 宮田裕記 |
| #751 | 2016年2月14日 13:00 |                                         |                                               |                               | HOS生駒北スポーツセンター 観客数: 150人 主審: 中山健 副審: 宮田裕記 |

| #752 | 2016年2月14日 15:40 |                                     |                                       |                                        |                                                                     |
| #752 | 2016年2月14日 15:40 | 兵庫デルフィーノ （通算ポイント21） | 1 - 3 (25-17) (22-25) (13-25) (19-25) | 奈良NBKドリーマーズ （通算ポイント10） | HOS生駒北スポーツセンター 観客数: 200人 主審: 柘植知則 副審: 岡田崇 |
| #752 | 2016年2月14日 15:40 |                                     |                                       |                                        | HOS生駒北スポーツセンター 観客数: 200人 主審: 柘植知則 副審: 岡田崇 |

#### 2月20日
| #753 | 2016年2月20日 11:00 |                                     |                               |                                                      |                                                                |
| #753 | 2016年2月20日 11:00 | 兵庫デルフィーノ （通算ポイント24） | 3 - 0 (25-19) (25-22) (25-18) | 東京トヨペット・グリーンスパークル （通算ポイント5） | 和歌山県立体育館 観客数: 100人 主審: 上土谷政高 副審: 谷口和久 |
| #753 | 2016年2月20日 11:00 |                                     |                               |                                                      | 和歌山県立体育館 観客数: 100人 主審: 上土谷政高 副審: 谷口和久 |

| #754 | 2016年2月20日 13:00 |                                                 |                               |                                        |                                                            |
| #754 | 2016年2月20日 13:00 | きんでんトリニティーブリッツ （通算ポイント42） | 3 - 0 (27-25) (25-15) (25-21) | 奈良NBKドリーマーズ （通算ポイント10） | 和歌山県立体育館 観客数: 120人 主審: 大下孝 副審: 越本明伸 |
| #754 | 2016年2月20日 13:00 |                                                 |                               |                                        | 和歌山県立体育館 観客数: 120人 主審: 大下孝 副審: 越本明伸 |

| #755 | 2016年2月20日 15:00 |                                       |                               |                                         |                                                              |
| #755 | 2016年2月20日 15:00 | VC長野トライデンツ （通算ポイント40） | 3 - 0 (25-17) (25-23) (25-16) | 近畿クラブスフィーダ （通算ポイント26） | 和歌山県立体育館 観客数: 110人 主審: 前川清隆 副審: 藤木博文 |
| #755 | 2016年2月20日 15:00 |                                       |                               |                                         | 和歌山県立体育館 観客数: 110人 主審: 前川清隆 副審: 藤木博文 |

#### 2月21日
| #756 | 2016年2月21日 11:00 |                                       |                              |                                                      |                                                                |
| #756 | 2016年2月21日 11:00 | VC長野トライデンツ （通算ポイント43） | 3 - 0 (25-19) (25-8) (25-22) | 東京トヨペット・グリーンスパークル （通算ポイント5） | 和歌山県立体育館 観客数: 110人 主審: 藤木博文 副審: 上土谷政高 |
| #756 | 2016年2月21日 11:00 |                                       |                              |                                                      | 和歌山県立体育館 観客数: 110人 主審: 藤木博文 副審: 上土谷政高 |

| #757 | 2016年2月21日 13:00 |                               |                                       |                                        |                                                            |
| #757 | 2016年2月21日 13:00 | 千葉ゼルバ （通算ポイント21） | 3 - 1 (19-25) (25-19) (25-17) (27-25) | 奈良NBKドリーマーズ （通算ポイント10） | 和歌山県立体育館 観客数: 160人 主審: 大下孝 副審: 越本明伸 |
| #757 | 2016年2月21日 13:00 |                               |                                       |                                        | 和歌山県立体育館 観客数: 160人 主審: 大下孝 副審: 越本明伸 |

| #758 | 2016年2月21日 15:35 |                                                 |                       |                                         |                                                              |
| #758 | 2016年2月21日 15:35 | きんでんトリニティーブリッツ （通算ポイント45） | 3 - 0 (25-21) (25-23) | 近畿クラブスフィーダ （通算ポイント26） | 和歌山県立体育館 観客数: 200人 主審: 前川清隆 副審: 丸山健一 |
| #758 | 2016年2月21日 15:35 |                                                 |                       |                                         | 和歌山県立体育館 観客数: 200人 主審: 前川清隆 副審: 丸山健一 |

#### 2月27日
| #759 | 2016年2月27日 13:00 |                                        |                                       |                                                      |                                                            |
| #759 | 2016年2月27日 13:00 | 奈良NBKドリーマーズ （通算ポイント10） | 1 - 3 (25-20) (22-25) (21-25) (19-25) | 東京トヨペット・グリーンスパークル （通算ポイント8） | 飯田市鼎体育館 観客数: 230人 主審: 木下智宏 副審: 北原良太 |
| #759 | 2016年2月27日 13:00 |                                        |                                       |                                                      | 飯田市鼎体育館 観客数: 230人 主審: 木下智宏 副審: 北原良太 |

| #760 | 2016年2月27日 15:35 |                                       |                               |                               |                                                            |
| #760 | 2016年2月27日 15:35 | VC長野トライデンツ （通算ポイント46） | 3 - 0 (25-18) (25-13) (25-18) | 千葉ゼルバ （通算ポイント21） | 飯田市鼎体育館 観客数: 600人 主審: 浅見靖人 副審: 小森美明 |
| #760 | 2016年2月27日 15:35 |                                       |                               |                               | 飯田市鼎体育館 観客数: 600人 主審: 浅見靖人 副審: 小森美明 |

#### 2月28日
| #761 | 2016年2月28日 11:00 |                                     |                               |                                                 |                                                            |
| #761 | 2016年2月28日 11:00 | 兵庫デルフィーノ （通算ポイント24） | 0 - 3 (22-25) (16-25) (23-25) | きんでんトリニティーブリッツ （通算ポイント48） | 飯田市鼎体育館 観客数: 300人 主審: 木下智宏 副審: 宮島秀紀 |
| #761 | 2016年2月28日 11:00 |                                     |                               |                                                 | 飯田市鼎体育館 観客数: 300人 主審: 木下智宏 副審: 宮島秀紀 |

| #762 | 2016年2月28日 13:00 |                               |                                       |                                                      |                                                            |
| #762 | 2016年2月28日 13:00 | 千葉ゼルバ （通算ポイント24） | 3 - 1 (28-26) (25-11) (22-25) (25-23) | 東京トヨペット・グリーンスパークル （通算ポイント8） | 飯田市鼎体育館 観客数: 500人 主審: 北原良太 副審: 小森美明 |
| #762 | 2016年2月28日 13:00 |                               |                                       |                                                      | 飯田市鼎体育館 観客数: 500人 主審: 北原良太 副審: 小森美明 |

| #763 | 2016年2月28日 15:35 |                                       |                               |                                        |                                                            |
| #763 | 2016年2月28日 15:35 | VC長野トライデンツ （通算ポイント49） | 3 - 0 (25-17) (25-22) (25-15) | 奈良NBKドリーマーズ （通算ポイント10） | 飯田市鼎体育館 観客数: 960人 主審: 浅見靖人 副審: 待井広光 |
| #763 | 2016年2月28日 15:35 |                                       |                               |                                        | 飯田市鼎体育館 観客数: 960人 主審: 浅見靖人 副審: 待井広光 |

### 最終順位
| 順位   | チーム名                           | 試合数 | 勝点 | 勝数 | 敗数 | 勝率  | 得セット | 失セット | セット率 | 備考                                               |
| ------ | ---------------------------------- | ------ | ---- | ---- | ---- | ----- | -------- | -------- | -------- | -------------------------------------------------- |
| 優勝   | VC長野トライデンツ                 | 18     | 49   | 17   | 1    | 0.944 | 52       | 9        | 5.778    | チャレンジリーグI / チャレンジリーグII順位決定戦へ |
| 準優勝 | きんでんトリニティーブリッツ       | 18     | 48   | 16   | 2    | 0.889 | 51       | 11       | 4.636    |                                                    |
| 3      | 近畿クラブスフィーダ               | 18     | 26   | 9    | 9    | 0.500 | 30       | 35       | 0.857    |                                                    |
| 4      | 兵庫デルフィーノ                   | 18     | 24   | 8    | 10   | 0.444 | 27       | 31       | 0.871    |                                                    |
| 5      | 千葉ゼルバ                         | 18     | 24   | 8    | 10   | 0.444 | 29       | 36       | 0.806    |                                                    |
| 6      | 奈良NBKドリーマーズ                | 18     | 10   | 3    | 15   | 0.167 | 18       | 48       | 0.375    |                                                    |
| 7      | 東京トヨペット・グリーンスパークル | 18     | 8    | 2    | 16   | 0.111 | 13       | 50       | 0.260    |                                                    |

### 個人賞
| No. | 賞名             | 受賞者     | 所属チーム | 備考                |
| --- | ---------------- | ---------- | ---------- | ------------------- |
| 1   | 最高殊勲選手賞   | 栗木勇     | VC長野     |                     |
| 2   | 敢闘賞           | 毛利光生   | きんでん   |                     |
| 3   | 最優秀新人賞     | 森崎健史   | VC長野     |                     |
| 4   | 得点王           | 野口將秀   | 奈良NBK    | 総得点=367点        |
| 5   | スパイク賞       | 森崎健史   | VC長野     | 決定率=59.3%        |
| 5   | ブロック賞       | 黒木隆生   | きんでん   | 決定本数=0.90本/set |
| 6   | サーブ賞         | 栗木勇     | VC長野     | 効果率=19.6%        |
| 7   | サーブレシーブ賞 | 田渕慎一郎 | 兵庫       | 成功率=74.5%        |

### チャレンジリーグI / チャレンジリーグII順位決定戦
優勝したVC長野トライデンツは準加盟チームであったが、入社（正式加盟）内定となったため、入替戦が実施された。チャレンジリーグI最下位チーム（東京ヴェルディ）との入替戦（チャレンジリーグI / チャレンジリーグII順位決定戦）については、バレーボール2015/16VチャレンジリーグI#チャレンジリーグI / チャレンジリーグII順位決定戦を参照のこと。

## 女子

### 参加チーム
| 前回順位※ | チーム名                                     | 備考         |
| --------- | -------------------------------------------- | ------------ |
| 9         | GSSサンビームズ                              |              |
| 10        | トヨタ自動車ヴァルキューレ                   |              |
| -         | ブレス浜松                                   | 準加盟チーム |
| -         | プレステージ・インターナショナルアランマーレ | 準加盟チーム |
| -         | 群馬銀行グリーンウイングス                   | 準加盟チーム |

※前回順位は2014/15Vチャレンジリーグの順位。

### 1Leg

#### 11月14日
| #801 | 2015年11月14日 13:00 |                                              |                               |                                   |                                                                        |
| #801 | 2015年11月14日 13:00 | トヨタ自動車ヴァルキューレ （通算ポイント3） | 3 - 0 (25-15) (25-19) (25-20) | GSSサンビームズ （通算ポイント0） | いずみ総合公園町民体育館 観客数: 810人 主審: 井野口智洋 副審: 脇坂克伸 |
| #801 | 2015年11月14日 13:00 |                                              |                               |                                   | いずみ総合公園町民体育館 観客数: 810人 主審: 井野口智洋 副審: 脇坂克伸 |

| #802 | 2015年11月14日 15:00 |                                              |                                       |                                                                |                                                                        |
| #802 | 2015年11月14日 15:00 | 群馬銀行グリーンウイングス （通算ポイント3） | 3 - 1 (25-21) (25-18) (19-25) (25-18) | プレステージ・インターナショナルアランマーレ （通算ポイント0） | いずみ総合公園町民体育館 観客数: 1,260人 主審: 慈眼雅啓 副審: 関根良太 |
| #802 | 2015年11月14日 15:00 |                                              |                                       |                                                                | いずみ総合公園町民体育館 観客数: 1,260人 主審: 慈眼雅啓 副審: 関根良太 |

#### 11月15日
| #803 | 2015年11月14日 12:03 |                                                                |                                               |                              |                                                                      |
| #803 | 2015年11月14日 12:03 | プレステージ・インターナショナルアランマーレ （通算ポイント2） | 3 - 2 (20-25) (25-22) (25-23) (16-25) (15-12) | ブレス浜松 （通算ポイント1） | いずみ総合公園町民体育館 観客数: 650人 主審: 山本貴彦 副審: 関根良太 |
| #803 | 2015年11月14日 12:03 |                                                                |                                               |                              | いずみ総合公園町民体育館 観客数: 650人 主審: 山本貴彦 副審: 関根良太 |

| #804 | 2015年11月14日 15:00 |                                              |                                               |                                              |                                                                        |
| #804 | 2015年11月14日 15:00 | 群馬銀行グリーンウイングス （通算ポイント5） | 3 - 2 (27-25) (25-19) (24-26) (17-25) (15-13) | トヨタ自動車ヴァルキューレ （通算ポイント4） | いずみ総合公園町民体育館 観客数: 1,270人 主審: 慈眼雅啓 副審: 安西紀明 |
| #804 | 2015年11月14日 15:00 |                                              |                                               |                                              | いずみ総合公園町民体育館 観客数: 1,270人 主審: 慈眼雅啓 副審: 安西紀明 |

#### 11月21日
この日の試合は男子チャレンジリーグIと同一会場で開催された。
| #805 | 2015年11月21日 13:00 |                                                                |                       |                                   |                                                                    |
| #805 | 2015年11月21日 13:00 | プレステージ・インターナショナルアランマーレ （通算ポイント2） | 3 - 3 (25-25) (15-15) | GSSサンビームズ （通算ポイント3） | 酒田市営国体記念体育館 観客数: 800人 主審: 赤川孝義 副審: 伊藤岳人 |
| #805 | 2015年11月21日 13:00 |                                                                |                       |                                   | 酒田市営国体記念体育館 観客数: 800人 主審: 赤川孝義 副審: 伊藤岳人 |

| #806 | 2015年11月21日 15:00 |                              |                                               |                                              |                                                          |
| #806 | 2015年11月21日 15:00 | ブレス浜松 （通算ポイント3） | 3 - 2 (25-14) (18-25) (25-17) (19-25) (16-14) | 群馬銀行グリーンウイングス （通算ポイント6） | 雄踏総合体育館 観客数: 452人 主審: 岡谷仁 副審: 八木珠希 |
| #806 | 2015年11月21日 15:00 |                              |                                               |                                              | 雄踏総合体育館 観客数: 452人 主審: 岡谷仁 副審: 八木珠希 |

#### 11月22日
この日の試合は男子チャレンジリーグIと同一会場で開催された。
| #807 | 2015年11月22日 13:00 |                                                                |                                               |                                              |                                                                    |
| #807 | 2015年11月22日 13:00 | プレステージ・インターナショナルアランマーレ （通算ポイント4） | 3 - 2 (28-26) (25-18) (17-25) (18-25) (15-11) | トヨタ自動車ヴァルキューレ （通算ポイント5） | 酒田市営国体記念体育館 観客数: 700人 主審: 早坂行博 副審: 伊藤岳人 |
| #807 | 2015年11月22日 13:00 |                                                                |                                               |                                              | 酒田市営国体記念体育館 観客数: 700人 主審: 早坂行博 副審: 伊藤岳人 |

| #808 | 2015年11月22日 15:20 |                              |                               |                                   |                                                          |
| #808 | 2015年11月22日 15:20 | ブレス浜松 （通算ポイント3） | 0 - 3 (20-25) (24-26) (22-25) | GSSサンビームズ （通算ポイント6） | 雄踏総合体育館 観客数: 566人 主審: 岡谷仁 副審: 笠原瑞恵 |
| #808 | 2015年11月22日 15:20 |                              |                               |                                   | 雄踏総合体育館 観客数: 566人 主審: 岡谷仁 副審: 笠原瑞恵 |

#### 12月12日
| #819 | 2015年12月12日 13:00 |                                              |                               |                              |                                                                      |
| #819 | 2015年12月12日 13:00 | トヨタ自動車ヴァルキューレ （通算ポイント8） | 3 - 0 (25-20) (25-22) (25-18) | ブレス浜松 （通算ポイント3） | 羽村市スポーツセンター 観客数: 340人 主審: 慈眼雅啓 副審: 有村公美子 |
| #819 | 2015年12月12日 13:00 |                                              |                               |                              | 羽村市スポーツセンター 観客数: 340人 主審: 慈眼雅啓 副審: 有村公美子 |

| #810 | 2015年12月12日 15:15 |                                   |                                       |                                              |                                                                    |
| #810 | 2015年12月12日 15:15 | GSSサンビームズ （通算ポイント7） | 2 - 3 (23-25) (20-25) (25-18) (11-15) | 群馬銀行グリーンウイングス （通算ポイント8） | 羽村市スポーツセンター 観客数: 380人 主審: 中島俊昌 副審: 江藤幸恵 |
| #810 | 2015年12月12日 15:15 |                                   |                                       |                                              | 羽村市スポーツセンター 観客数: 380人 主審: 中島俊昌 副審: 江藤幸恵 |

### 2Leg

#### 12月13日
| #811 | 2015年12月13日 12:00 |                                              |                                               |                                               |                                                                    |
| #811 | 2015年12月13日 12:00 | 群馬銀行グリーンウイングス （通算ポイント9） | 2 - 3 (25-20) (22-25) (25-22) (21-25) (11-15) | トヨタ自動車ヴァルキューレ （通算ポイント10） | 羽村市スポーツセンター 観客数: 410人 主審: 水間絵美 副審: 関野智史 |
| #811 | 2015年12月13日 12:00 |                                              |                                               |                                               | 羽村市スポーツセンター 観客数: 410人 主審: 水間絵美 副審: 関野智史 |

| #812 | 2015年12月13日 15:00 |                                    |                       |                                                                |                                                                    |
| #812 | 2015年12月13日 15:00 | GSSサンビームズ （通算ポイント10） | 3 - 0 (25-20) (25-15) | プレステージ・インターナショナルアランマーレ （通算ポイント4） | 羽村市スポーツセンター 観客数: 350人 主審: 中島俊昌 副審: 饗庭和恵 |
| #812 | 2015年12月13日 15:00 |                                    |                       |                                                                | 羽村市スポーツセンター 観客数: 350人 主審: 中島俊昌 副審: 饗庭和恵 |

#### 1月9日
| #831 | 2016年1月9日 |                              |                                               |                                               |                                                          |
| #831 | 2016年1月9日 | ブレス浜松 （通算ポイント5） | 3 - 2 (19-25) (25-14) (26-28) (25-23) (15-13) | トヨタ自動車ヴァルキューレ （通算ポイント11） | ぐんま武道館 観客数: 530人 主審: 関根良太 副審: 山本貴彦 |
| #831 | 2016年1月9日 |                              |                                               |                                               | ぐんま武道館 観客数: 530人 主審: 関根良太 副審: 山本貴彦 |

| #814 | 2016年1月9日 15:55 |                                               |                               |                                                                |                                                            |
| #814 | 2016年1月9日 15:55 | 群馬銀行グリーンウイングス （通算ポイント12） | 3 - 0 (25-21) (25-19) (25-16) | プレステージ・インターナショナルアランマーレ （通算ポイント4） | ぐんま武道館 観客数: 1,620人 主審: 新田浩幸 副審: 福本丈啓 |
| #814 | 2016年1月9日 15:55 |                                               |                               |                                                                | ぐんま武道館 観客数: 1,620人 主審: 新田浩幸 副審: 福本丈啓 |

#### 1月10日
| #915 | 2016年1月10日 12:00 |                                                                |                       |                              |                                                        |
| #915 | 2016年1月10日 12:00 | プレステージ・インターナショナルアランマーレ （通算ポイント4） | 0 - 3 (20-25) (11-25) | ブレス浜松 （通算ポイント8） | ぐんま武道館 観客数: 360人 主審: 脇坂克伸 副審: 岡田洋 |
| #915 | 2016年1月10日 12:00 |                                                                |                       |                              | ぐんま武道館 観客数: 360人 主審: 脇坂克伸 副審: 岡田洋 |

| #816 | 2016年1月10日 14:00 |                                               |                                               |                                    |                                                            |
| #816 | 2016年1月10日 14:00 | 群馬銀行グリーンウイングス （通算ポイント13） | 2 - 3 (25-20) (22-25) (23-25) (25-14) (14-16) | GSSサンビームズ （通算ポイント12） | ぐんま武道館 観客数: 1,460人 主審: 新田浩幸 副審: 高橋美子 |
| #816 | 2016年1月10日 14:00 |                                               |                                               |                                    | ぐんま武道館 観客数: 1,460人 主審: 新田浩幸 副審: 高橋美子 |

#### 1月16日
| #817 | 2016年1月16日 13:00 |                                               |                               |                                                                |                                                                      |
| #817 | 2016年1月16日 13:00 | トヨタ自動車ヴァルキューレ （通算ポイント14） | 3 - 0 (25-17) (25-13) (25-14) | プレステージ・インターナショナルアランマーレ （通算ポイント4） | 湖西市アメニティプラザ 観客数: 214人 主審: 小野田孝好 副審: 熊谷充浩 |
| #817 | 2016年1月16日 13:00 |                                               |                               |                                                                | 湖西市アメニティプラザ 観客数: 214人 主審: 小野田孝好 副審: 熊谷充浩 |

| #818 | 2016年1月16日 15:00 |                               |                               |                                    |                                                                  |
| #818 | 2016年1月16日 15:00 | ブレス浜松 （通算ポイント11） | 3 - 0 (26-24) (27-25) (28-26) | GSSサンビームズ （通算ポイント12） | 湖西市アメニティプラザ 観客数: 252人 主審: 大下孝 副審: 鈴木健太 |
| #818 | 2016年1月16日 15:00 |                               |                               |                                    | 湖西市アメニティプラザ 観客数: 252人 主審: 大下孝 副審: 鈴木健太 |

#### 1月17日
| #819 | 2016年1月16日 12:00 |                                               |                                               |                                    |                                                                    |
| #819 | 2016年1月16日 12:00 | トヨタ自動車ヴァルキューレ （通算ポイント16） | 3 - 2 (23-25) (25-22) (24-26) (25-17) (15-11) | GSSサンビームズ （通算ポイント13） | 湖西市アメニティプラザ 観客数: 148人 主審: 佐藤拓男 副審: 笠原瑞恵 |
| #819 | 2016年1月16日 12:00 |                                               |                                               |                                    | 湖西市アメニティプラザ 観客数: 148人 主審: 佐藤拓男 副審: 笠原瑞恵 |

| #820 | 2016年1月16日 14:55 |                               |                                               |                                               |                                                                  |
| #820 | 2016年1月16日 14:55 | ブレス浜松 （通算ポイント13） | 3 - 2 (17-25) (26-24) (25-19) (18-25) (16-14) | 群馬銀行グリーンウイングス （通算ポイント14） | 湖西市アメニティプラザ 観客数: 242人 主審: 大下孝 副審: 八木珠希 |
| #820 | 2016年1月16日 14:55 |                               |                                               |                                               | 湖西市アメニティプラザ 観客数: 242人 主審: 大下孝 副審: 八木珠希 |

### 3Leg

#### 1月23日
この日の試合は男子チャレンジリーグI、男子チャレンジリーグIIと同一会場で開催された。
| #821 | 2016年1月23日 15:30 |                               |                                               |                                               |                                                                            |
| #821 | 2016年1月23日 15:30 | ブレス浜松 （通算ポイント14） | 2 - 3 (19-25) (25-21) (25-17) (17-25) (10-15) | 群馬銀行グリーンウイングス （通算ポイント16） | 日野市市民の森ふれあいホール 観客数: 420人 主審: 森山真理子 副審: 水間絵美 |
| #821 | 2016年1月23日 15:30 |                               |                                               |                                               | 日野市市民の森ふれあいホール 観客数: 420人 主審: 森山真理子 副審: 水間絵美 |

| #822 | 2016年1月23日 16:05 |                                    |                               |                                                                |                                                                            |
| #822 | 2016年1月23日 16:05 | GSSサンビームズ （通算ポイント16） | 3 - 0 (25-15) (25-16) (27-25) | プレステージ・インターナショナルアランマーレ （通算ポイント4） | 日野市市民の森ふれあいホール 観客数: 420人 主審: 小瀧健二 副審: 川久保敬規 |
| #822 | 2016年1月23日 16:05 |                                    |                               |                                                                | 日野市市民の森ふれあいホール 観客数: 420人 主審: 小瀧健二 副審: 川久保敬規 |

#### 1月24日
この日の試合は男子チャレンジリーグI、男子チャレンジリーグIIと同一会場で開催された。
| #823 | 2016年1月24日 16:00 |                                                                |                               |                               |                                                                          |
| #823 | 2016年1月24日 16:00 | プレステージ・インターナショナルアランマーレ （通算ポイント4） | 0 - 3 (25-15) (25-14) (25-17) | ブレス浜松 （通算ポイント17） | 日野市市民の森ふれあいホール 観客数: 360人 主審: 有村久美子 副審: 仲博史 |
| #823 | 2016年1月24日 16:00 |                                                                |                               |                               | 日野市市民の森ふれあいホール 観客数: 360人 主審: 有村久美子 副審: 仲博史 |

| #824 | 2016年1月24日 16:00 |                                    |                               |                                               |                                                                          |
| #824 | 2016年1月24日 16:00 | GSSサンビームズ （通算ポイント16） | 0 - 3 (24-26) (15-25) (18-25) | トヨタ自動車ヴァルキューレ （通算ポイント19） | 日野市市民の森ふれあいホール 観客数: 360人 主審: 赤川孝義 副審: 及川千春 |
| #824 | 2016年1月24日 16:00 |                                    |                               |                                               | 日野市市民の森ふれあいホール 観客数: 360人 主審: 赤川孝義 副審: 及川千春 |

#### 1月30日
| #825 | 2016年1月30日 13:00 |                                               |                       |                                                                |                                                                              |
| #825 | 2016年1月30日 13:00 | 群馬銀行グリーンウイングス （通算ポイント19） | 3 - 0 (25-17) (26-24) | プレステージ・インターナショナルアランマーレ （通算ポイント4） | トヨタスポーツセンター第一体育館 観客数: 315人 主審: 内藤聡美 副審: 重岡紀彦 |
| #825 | 2016年1月30日 13:00 |                                               |                       |                                                                | トヨタスポーツセンター第一体育館 観客数: 315人 主審: 内藤聡美 副審: 重岡紀彦 |

| #826 | 2016年1月30日 15:10 |                                               |                                               |                               |                                                                              |
| #826 | 2016年1月30日 15:10 | トヨタ自動車ヴァルキューレ （通算ポイント21） | 3 - 2 (25-17) (18-25) (27-25) (20-25) (15-11) | ブレス浜松 （通算ポイント18） | トヨタスポーツセンター第一体育館 観客数: 600人 主審: 佐伯昌昭 副審: 竹川美穂 |
| #826 | 2016年1月30日 15:10 |                                               |                                               |                               | トヨタスポーツセンター第一体育館 観客数: 600人 主審: 佐伯昌昭 副審: 竹川美穂 |

#### 1月31日
| #827 | 2016年1月31日 12:00 |                               |                                       |                                    |                                                                              |
| #827 | 2016年1月31日 12:00 | ブレス浜松 （通算ポイント21） | 3 - 1 (25-22) (25-21) (24-26) (25-20) | GSSサンビームズ （通算ポイント16） | トヨタスポーツセンター第一体育館 観客数: 305人 主審: 内藤聡美 副審: 竹川美穂 |
| #827 | 2016年1月31日 12:00 |                               |                                       |                                    | トヨタスポーツセンター第一体育館 観客数: 305人 主審: 内藤聡美 副審: 竹川美穂 |

| #828 | 2016年1月31日 14:45 |                                               |                                       |                                               |                                                                              |
| #828 | 2016年1月31日 14:45 | トヨタ自動車ヴァルキューレ （通算ポイント24） | 3 - 1 (25-19) (19-25) (25-21) (25-19) | 群馬銀行グリーンウイングス （通算ポイント19） | トヨタスポーツセンター第一体育館 観客数: 520人 主審: 佐伯昌昭 副審: 重岡紀彦 |
| #828 | 2016年1月31日 14:45 |                                               |                                       |                                               | トヨタスポーツセンター第一体育館 観客数: 520人 主審: 佐伯昌昭 副審: 重岡紀彦 |

#### 2月6日
この日の試合は女子チャレンジリーグIと同一会場で開催された。
| #829 | 2016年1月31日 13:00 |                                               |                               |                                    |                                                                              |
| #829 | 2016年1月31日 13:00 | 群馬銀行グリーンウイングス （通算ポイント19） | 0 - 3 (23-25) (21-25) (24-26) | GSSサンビームズ （通算ポイント19） | トヨタスポーツセンター第一体育館 観客数: 674人 主審: 内藤聡美 副審: 竹川美穂 |
| #829 | 2016年1月31日 13:00 |                                               |                               |                                    | トヨタスポーツセンター第一体育館 観客数: 674人 主審: 内藤聡美 副審: 竹川美穂 |

| #830 | 2016年1月31日 15:00 |                                               |                               |                                                                |                                                                              |
| #830 | 2016年1月31日 15:00 | トヨタ自動車ヴァルキューレ （通算ポイント27） | 3 - 0 (25-12) (25-16) (25-22) | プレステージ・インターナショナルアランマーレ （通算ポイント4） | トヨタスポーツセンター第一体育館 観客数: 620人 主審: 横山寿一 副審: 重岡紀彦 |
| #830 | 2016年1月31日 15:00 |                                               |                               |                                                                | トヨタスポーツセンター第一体育館 観客数: 620人 主審: 横山寿一 副審: 重岡紀彦 |

### 4Leg

#### 2月7日
この日の試合は女子チャレンジリーグIと同一会場で開催された。
| #831 | 2016年1月31日 12:00 |                               |                               |                                               |                                                                              |
| #831 | 2016年1月31日 12:00 | ブレス浜松 （通算ポイント24） | 3 - 0 (25-19) (25-17) (25-16) | 群馬銀行グリーンウイングス （通算ポイント19） | トヨタスポーツセンター第一体育館 観客数: 709人 主審: 内藤聡美 副審: 竹川美穂 |
| #831 | 2016年1月31日 12:00 |                               |                               |                                               | トヨタスポーツセンター第一体育館 観客数: 709人 主審: 内藤聡美 副審: 竹川美穂 |

| #832 | 2016年1月31日 14:00 |                                               |                               |                                    |                                                                              |
| #832 | 2016年1月31日 14:00 | トヨタ自動車ヴァルキューレ （通算ポイント27） | 0 - 3 (20-25) (22-25) (23-25) | GSSサンビームズ （通算ポイント22） | トヨタスポーツセンター第一体育館 観客数: 788人 主審: 横山寿一 副審: 重岡紀彦 |
| #832 | 2016年1月31日 14:00 |                                               |                               |                                    | トヨタスポーツセンター第一体育館 観客数: 788人 主審: 横山寿一 副審: 重岡紀彦 |

#### 2月13日
| #833 | 2016年2月13日 13:00 |                                    |                                               |                               |                                                                              |
| #833 | 2016年2月13日 13:00 | GSSサンビームズ （通算ポイント24） | 3 - 2 (25-23) (25-20) (16-25) (19-25) (15-13) | ブレス浜松 （通算ポイント25） | 酒田市国体記念体育館（小アリーナ） 観客数: 410人 主審: 伊藤薫 副審: 斎藤隆介 |
| #833 | 2016年2月13日 13:00 |                                    |                                               |                               | 酒田市国体記念体育館（小アリーナ） 観客数: 410人 主審: 伊藤薫 副審: 斎藤隆介 |

| #834 | 2016年2月13日 16:05 |                                                                |                                       |                                               |                                                                                |
| #834 | 2016年2月13日 16:05 | プレステージ・インターナショナルアランマーレ （通算ポイント4） | 1 - 3 (13-25) (25-20) (20-25) (16-25) | トヨタ自動車ヴァルキューレ （通算ポイント30） | 酒田市国体記念体育館（小アリーナ） 観客数: 530人 主審: 杉村友雄 副審: 桑原健輔 |
| #834 | 2016年2月13日 16:05 |                                                                |                                       |                                               | 酒田市国体記念体育館（小アリーナ） 観客数: 530人 主審: 杉村友雄 副審: 桑原健輔 |

#### 2月14日
| #835 | 2016年2月14日 12:00 |                                               |                                              |                                               |                                                                                |
| #835 | 2016年2月14日 12:00 | トヨタ自動車ヴァルキューレ （通算ポイント32） | 3 - 2 (26-24) (18-25) (21-25) (25-20) (15-9) | 群馬銀行グリーンウイングス （通算ポイント20） | 酒田市国体記念体育館（小アリーナ） 観客数: 420人 主審: 桑原健輔 副審: 斎藤隆介 |
| #835 | 2016年2月14日 12:00 |                                               |                                              |                                               | 酒田市国体記念体育館（小アリーナ） 観客数: 420人 主審: 桑原健輔 副審: 斎藤隆介 |

| #836 | 2016年2月14日 14:50 |                                                                |                                       |                                    |                                                                              |
| #836 | 2016年2月14日 14:50 | プレステージ・インターナショナルアランマーレ （通算ポイント5） | 2 - 3 (28-26) (26-28) (25-17) (17-19) | GSSサンビームズ （通算ポイント26） | 酒田市国体記念体育館（小アリーナ） 観客数: 500人 主審: 杉村友雄 副審: 伊藤薫 |
| #836 | 2016年2月14日 14:50 |                                                                |                                       |                                    | 酒田市国体記念体育館（小アリーナ） 観客数: 500人 主審: 杉村友雄 副審: 伊藤薫 |

#### 2月20日
| #837 | 2016年2月20日 13:00 |                                                                |                               |                                               |                                                                                |
| #837 | 2016年2月20日 13:00 | プレステージ・インターナショナルアランマーレ （通算ポイント5） | 0 - 3 (34-36) (23-25) (19-25) | 群馬銀行グリーンウイングス （通算ポイント23） | 浜北総合体育館（グリーンアリーナ） 観客数: 700人 主審: 佐藤拓男 副審: 笠原隆博 |
| #837 | 2016年2月20日 13:00 |                                                                |                               |                                               | 浜北総合体育館（グリーンアリーナ） 観客数: 700人 主審: 佐藤拓男 副審: 笠原隆博 |

| #838 | 2016年2月20日 15:30 |                               |                               |                                               |                                                                                |
| #838 | 2016年2月20日 15:30 | ブレス浜松 （通算ポイント28） | 3 - 0 (25-23) (27-25) (25-22) | トヨタ自動車ヴァルキューレ （通算ポイント32） | 浜北総合体育館（グリーンアリーナ） 観客数: 1,111人 主審: 岡田崇 副審: 竹上利幸 |
| #838 | 2016年2月20日 15:30 |                               |                               |                                               | 浜北総合体育館（グリーンアリーナ） 観客数: 1,111人 主審: 岡田崇 副審: 竹上利幸 |

#### 2月21日
| #839 | 2016年2月21日 12:00 |                                               |                                       |                                    |                                                                                |
| #839 | 2016年2月21日 12:00 | 群馬銀行グリーンウイングス （通算ポイント23） | 1 - 3 (25-21) (21-25) (19-25) (21-25) | GSSサンビームズ （通算ポイント29） | 浜北総合体育館（グリーンアリーナ） 観客数: 560人 主審: 熊谷充浩 副審: 片井伴浩 |
| #839 | 2016年2月21日 12:00 |                                               |                                       |                                    | 浜北総合体育館（グリーンアリーナ） 観客数: 560人 主審: 熊谷充浩 副審: 片井伴浩 |

| #840 | 2016年2月21日 14:45 |                               |                               |                                                                |                                                                              |
| #840 | 2016年2月21日 14:45 | ブレス浜松 （通算ポイント31） | 3 - 0 (25-23) (25-17) (25-18) | プレステージ・インターナショナルアランマーレ （通算ポイント5） | 浜北総合体育館（グリーンアリーナ） 観客数: 1,200人 主審: 岡田崇 副審: 小川毅 |
| #840 | 2016年2月21日 14:45 |                               |                               |                                                                | 浜北総合体育館（グリーンアリーナ） 観客数: 1,200人 主審: 岡田崇 副審: 小川毅 |

### 最終順位
| 順位   | チーム名                                     | 試合数 | 勝点 | 勝数 | 敗数 | 勝率  | 得セット | 失セット | セット率 | 備考                                               |
| ------ | -------------------------------------------- | ------ | ---- | ---- | ---- | ----- | -------- | -------- | -------- | -------------------------------------------------- |
| 優勝   | トヨタ自動車ヴァルキューレ                   | 16     | 32   | 11   | 5    | 0.688 | 39       | 25       | 1.560    | チャレンジリーグI / チャレンジリーグII順位決定戦へ |
| 準優勝 | ブレス浜松                                   | 16     | 31   | 10   | 6    | 0.625 | 38       | 25       | 1.520    |                                                    |
| 3      | GSSサンビームズ                              | 16     | 29   | 10   | 6    | 0.625 | 35       | 26       | 1.346    |                                                    |
| 4      | 群馬銀行グリーンウイングス                   | 16     | 23   | 7    | 9    | 0.438 | 33       | 34       | 0.971    |                                                    |
| 5      | プレステージ・インターナショナルアランマーレ | 16     | 5    | 2    | 14   | 0.125 | 11       | 46       | 0.239    |                                                    |

### 個人賞
| No. | 賞名             | 受賞者     | 所属チーム                       | 備考                |
| --- | ---------------- | ---------- | -------------------------------- | ------------------- |
| 1   | 最高殊勲選手賞   | 佐藤優花   | トヨタ自動車                     |                     |
| 2   | 敢闘賞           | 柴小屋志織 | 浜松                             |                     |
| 3   | 最優秀新人賞     | 佐藤綾     | プレステージ・インターナショナル |                     |
| 4   | 得点王           | 佐藤綾     | プレステージ・インターナショナル | 総得点=366点        |
| 5   | スパイク賞       | 百瀬彩夏   | GSS                              | 決定率=56.6%        |
| 6   | ブロック賞       | 柴小屋志織 | 浜松                             | 決定本数=0.54本/set |
| 7   | サーブ賞         | 重松史乃   | GSS                              | 効果率=18.8%        |
| 8   | サーブレシーブ賞 | 谷内真美   | 群馬銀行                         | 成功率=67.0%        |

### チャレンジリーグI / チャレンジリーグII順位決定戦
優勝したトヨタ自動車ヴァルキューレとチャレンジリーグI最下位チーム（柏エンゼルクロス）との入替戦（チャレンジリーグI / チャレンジリーグII順位決定戦）については、バレーボール2015/16VチャレンジリーグIを参照のこと。

## 参考
- 2014/15 Vリーグ開催要項（案）
- 【男子】　2015/16 V・チャレンジリーグⅡスケジュール（2015.8.6 現在）
- 【女子】　2015/16 V・チャレンジリーグⅡスケジュール（2015.7.22 現在）
- 2015/16Ｖ・チャレンジリーグⅠ男子,2015/16Ｖ･チャレンジリーグⅡ男子,全日程終了、最終結果のお知らせ
- 2015/16Ｖ・チャレンジリーグⅠ女子,2015/16Ｖ･チャレンジリーグⅡ女子,全日程終了、最終結果のお知らせ
- 男子大会-星取表
- 女子大会-星取表
- 2015/16Ｖ・チャレンジリーグⅠ、Ⅱ男子大会　個人賞のお知らせ
- 2015/16Ｖ・チャレンジリーグⅠ、Ⅱ女子大会　個人賞のお知らせ